# Adultério

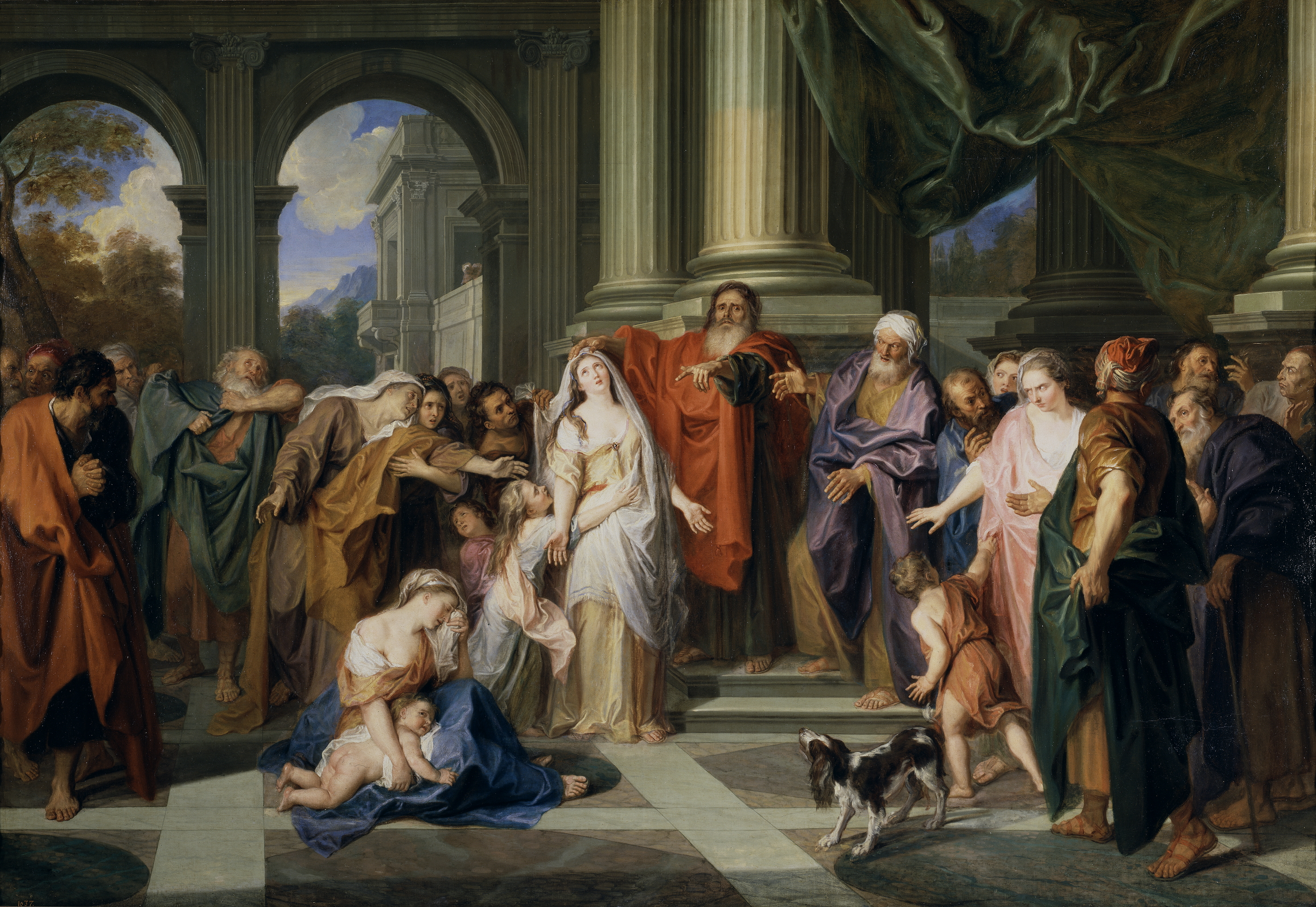
Susana acusada de adultério

Adultério (do latim adulterǐum) é a prática da infidelidade conjugal. Com o tempo, o termo estendeu-se ao sentido de fraudar, falsificar ou trair, adjeta ao verbo "adulterar".

## História

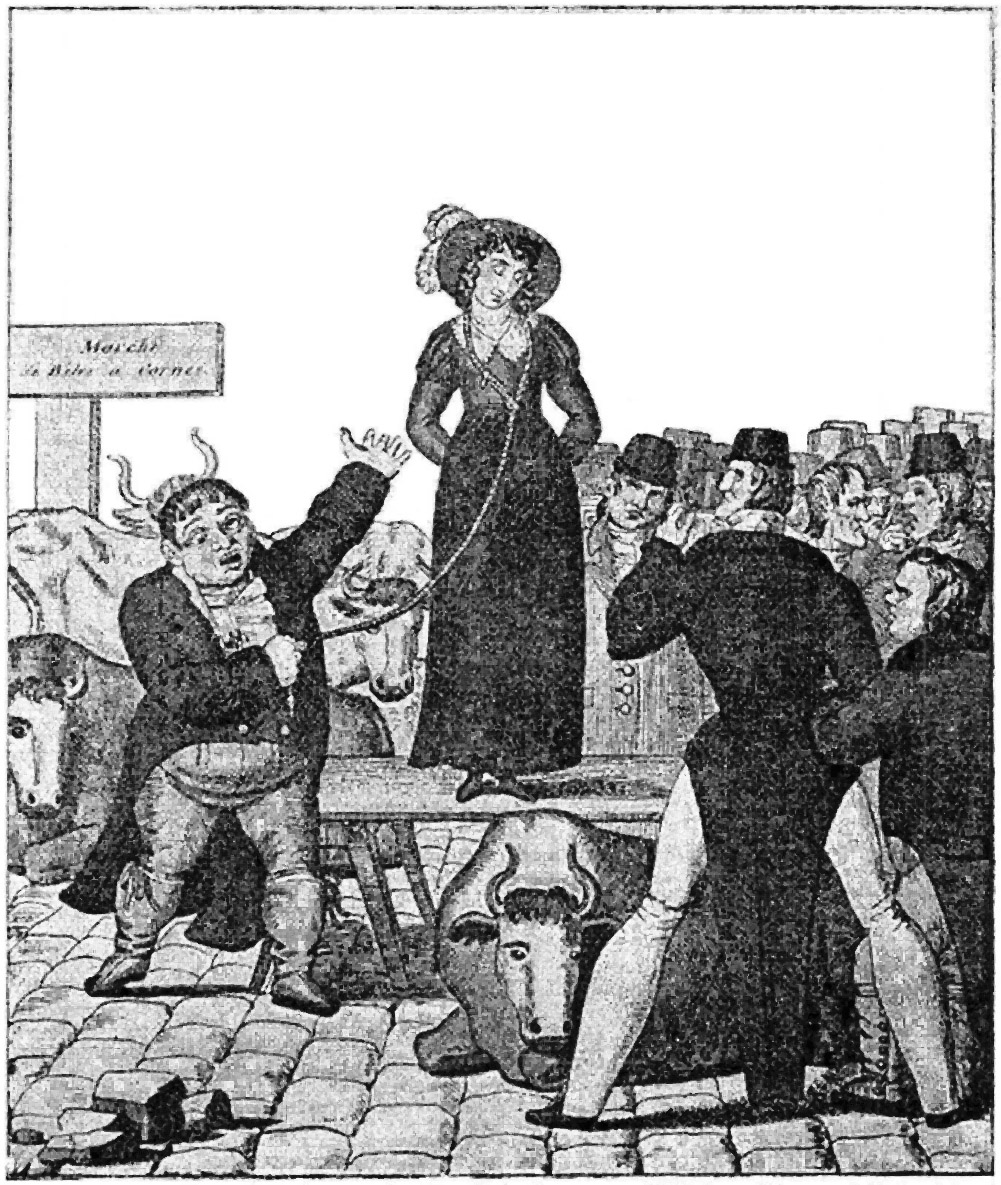
Venda de esposas na Inglaterra, numa ilustração cômica (1820). Tal prática, que também era empregada em casos de adultério, perdurou na Inglaterra do século XVIII ao início de século XX. A cena é ambientada em um mercado, e o marido traído (o corno) é mostrado sobreposto a um par de chifres, um símbolo tradicional da infidelidade conjugal

O adultério, como "ato de se relacionar com terceiro na constância do casamento", é considerado uma grave violação dos deveres conjugais por quase todas as civilizações de quase toda a história, sendo que algumas sociedades puniam gravemente a esposa adúltera e/ou a pessoa com quem praticava o ato, sendo ambos passíveis de morte.
Historicamente e originalmente a prática de adultério é o crime praticado pela esposa em relação ao marido. Hoje em dia, embora tal discriminação não exista mais nas novas leis dos países ocidentais, ou tenha perdido sua eficácia sociológica, na prática do dia a dia a conduta continua a ser vista de forma diferenciada do original conceito.

## Direito

### Direito Romano
No direito Romano pré-cesariano, como na Lei das Doze Tábuas, havia punição pecuniária para os crimes considerados menos graves, como o adultério, então considerado simultaneamente como crime contra a autoridade do pater familias ou pai de família e como crime contra os bons costumes, relativamente ao qual a Lex Julia de adulteriis estabeleceu um prazo de prescrição de cinco anos, os quais se contavam a partir da data do ato, mesmo que a mulher já tivesse morrido, por forma a poder condenar o adúltero «cúmplice» (como se pode ver do Digesto, 48.5.12.4 — «adulterii reuni infra quinque annos continuos a die criminis admissi defuncta quoque muliere postulari posse palam est» — «pode-se postular, isto é, denunciar à autoridade, contra o réu de adultério, pelo prazo de cinco anos contínuos contados da data da comissão do crime, mesmo que a mulher já tenha falecido»).

No entanto, e no que concerne ao crime de adultério, há que ter em atenção que o pai da mulher podia matar esta e o adúltero, se ela estivesse sob a sua potestas, mas que só o podia fazer na sua própria casa, ainda que a filha aí não residisse, ou na casa do genro. O marido também podia matar ambos adúlteros na sua casa e não na do sogro e, se o não quisesse ou não pudesse fazer, poderia retê-lo na casa por não mais de vinte horas seguidas, com a finalidade de alcançar comprovação do crime, e, segundo alguns autores, para evitar que fosse feita justiça pelas próprias mãos do marido. E em relação à acusação criminal do sogro, é preciso notar que o marido preferia ao sogro, mas qualquer deles só tinha um prazo de 60 dias para o fazer, e, caso nenhum deles o fizesse, poderia ainda um parente dos ofendidos, deduzir a acusação pelo prazo de quatro meses.
O crime de adultério passou posteriormente a ser punido com a pena de morte pela cultura ocidental depois da legislação do imperador Constantino I.

### Idade Média
No direito medieval, os praxistas formularam gradação segundo a gravidade como as figuras nudus cum nuda im oedem lectum (nu com nua na cama) como modalidade mais grave e o solus cum sola im solitudine (ele só com ela) como modalidade menos grave.
D. Dinis, num instrumento de «avença» (acordo, convénio ou concordata) com o clero, dado em Coimbra e datado de 5 de junho de 1308, e em resposta a queixas dos bispos e clérigos relativas à entrada dos seus homens nas igrejas e outros lugares sagrados para se apoderarem de malfeitores, veio determinar na alínea j) que A Santa Igreja não vale (…) aos que matam outro a torto e os adúlteros e os que forçam as virgens e os que hão-de dar conto aos imperadores e aos reis dos seus tributos e do seus direitos

### Portugal
Em Portugal até 31 de dezembro de 1982 — esteve em vigor uma norma, proveniente do direito muito antigo, segundo a qual o marido que encontrasse o cônjuge a praticar adultério e não estivesse impedido de o acusar, por, eventualmente, ter contribuído voluntariamente para o ato ou o ter incitado a tal, e nesse ato matasse esta ou o adúltero, ou ambos, ou lhes infligisse ofensas corporais graves, se encontrava sujeito apenas a uma pena de desterro por seis meses, e que o mesmo regime se aplicava aos pais de filhas menores enquanto estas se encontrassem sob o seu pátrio poder, como se encontrava consignado na última versão do artigo 372.º do Código Penal de 1886, sendo certo que, até alguns anos antes, tal poder de matar era apenas concedido ao marido e aos pais, em idênticas circunstâncias.

No Decreto-Lei n.º 262/75 de 27 de maio promulgado em 15 de maio de 1975 pelo Presidente da República Portuguesa, Francisco da Costa Gomes, é referido:
O artigo 372.º do Código Penal, ao estabelecer a pena de desterro para fora da comarca por seis meses ao homem casado que, achando sua mulher em adultério, a matar a ela ou ao adúltero, ou a ambos, ou lhes fizer qualquer ofensa grave, à mulher casada que praticou os mesmos fatos nas pessoas do marido e da concubina «teúda e manteúda pelo marido na casa conjugal», e, bem assim, nas mesmas condições, aos pais a respeito de suas filhas menores de 21 anos e dos corruptores delas, por que abstrai inteiramente da verificação de emoção violenta que aos agentes podem eventualmente produzir tais factos, confere um autêntico «direito de matar».
Ao longo da história, o filho resultante de uma relação de adultério, histórica e pejorativamente conhecido por bastardo, tinha uma situação vexatória e certas restrições de direitos, inclusive quanto ao recebimento da herança ou o uso do sobrenome paterno. Entretanto, as legislações e sociedades modernas extirparam de vez tais conceitos.

## Na atualidade
Nos tempos atuais, esta violação ainda é punível severamente, inclusive com pena de morte para a adúltera e seu cúmplice, em algumas partes do mundo, geralmente nos países orientais. Nos países do ocidente, a punição se dá muito mais brandamente embora ainda se constitua em causa eficiente para o divórcio ou rescisão do casamento. Porém, os relacionamentos com terceiros, eventualmente, são aceitos em algumas circunstâncias como o demonstram as práticas cada vez mais assumidas pública e socialmente de swing e poliamor.
No Brasil, a prática do adultério já foi capitulada como crime no artigo 240 do Código Penal, tendo sido revogado em 2005 pela Lei 11 106. Em Portugal o crime do adultério foi revogado em 1973.
Em Portugal no atual Código Penal, aprovado pelo Decreto-Lei n.º 400/82, de 23 de setembro a palavra adultério não é mencionada numa única passagem. Já no atual Código Civil faz-se apenas referência ao adultério aquando da existência de heranças e respetivos testamentos e é referido no art.º 296.º que é nula a disposição a favor da pessoa com quem o testador casado cometeu adultério.
A maioria das legislações contém gradação da gravidade da prática do adultério, algumas reservam penas mais severas quando, por exemplo, ele é praticado com parentes do cônjuge vitimado.

## O adultério na Bíblia

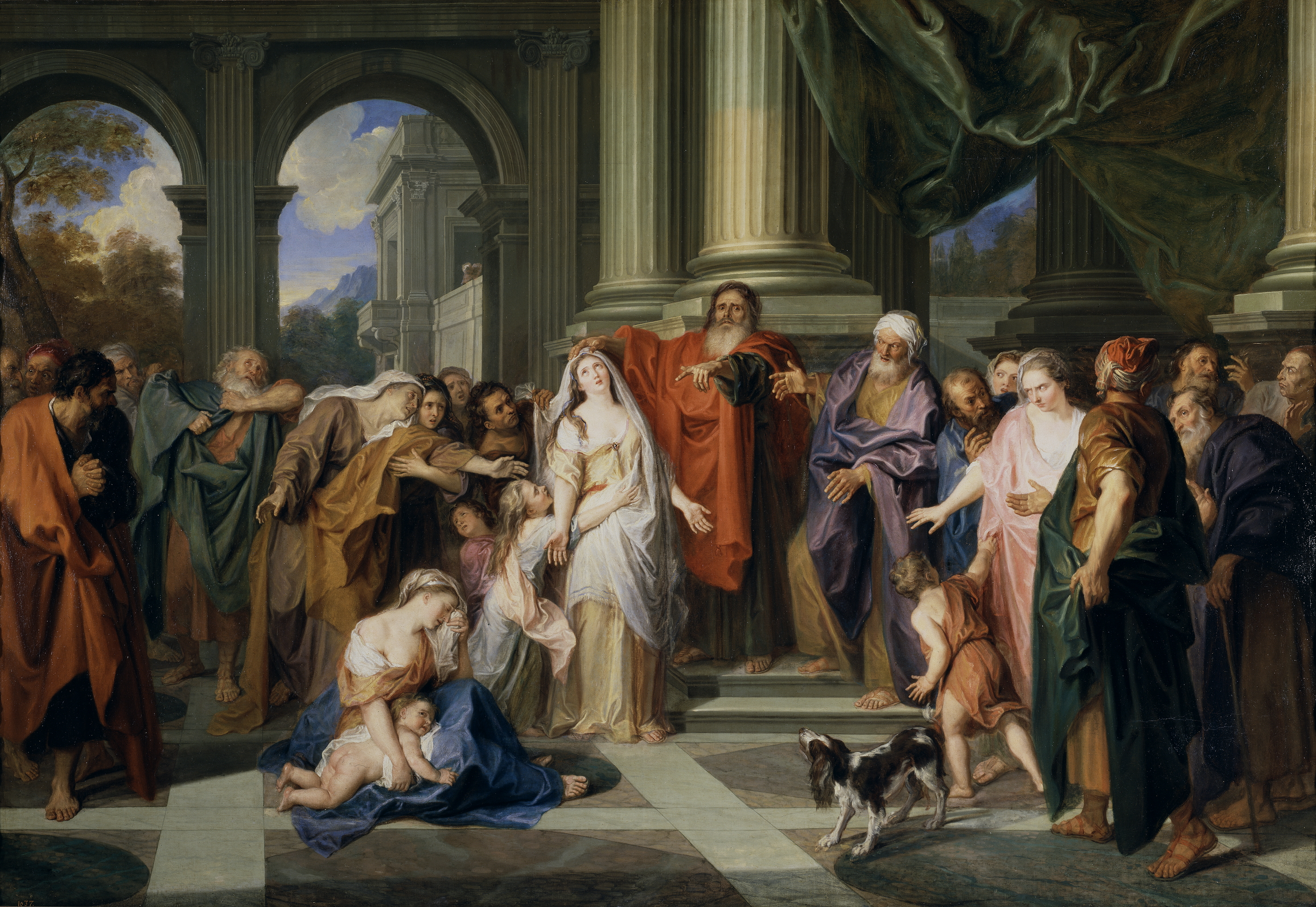
Susana acusada de adultério

No Antigo Testamento da Bíblia, a lei mosaica determina a pena de apedrejamento para o casal no ato do adultério, o que era praticado pelos hebreus, e seus descendentes israelitas, mesmo na época de Jesus Cristo (ver Levítico 20:10; Jo 8:1-5), inclusive Jesus foi israelita. Entretanto, como a lei de Moisés permita com naturalidade, embora não fosse comum a poligamia nos países ocidentais (Deuteronômio 24:1), a configuração do delito é caracterizado quando uma mulher noiva ou casada tivesse relações sexuais com um outro homem que não fosse o seu marido.
Desde o início do povo hebreu através de Abraão com sua esposa Sara e sua concubina Agar e desde o início do povo de Israel através de Jacó, suas duas esposas e suas duas concubinas, mesmo durante a vida de Jesus e até o início da diáspora no ano 70 era muito natural a poligamia e o concubinato.
Entretanto, após a diáspora e com o passar do tempo, os sábios do judaísmo passaram a desincentivar a prática da poligamia, principalmente nos países ocidentais devido ao choque cultural provocado entre o povo israelita poligâmico e as demais culturas ocidentais que são quase que totalmente monogâmicas, onde os israelitas passaram a conviver inevitavelmente. O cristianismo desde seu estabelecimento nos primeiros séculos de seu calendário, não admite o divórcio, não reconhece o concubinato e ampliou a aplicação do adultério ao marido.
No Novo Testamento, ao discursar sobre o divórcio no sermão da montanha e numa outra ocasião perante os líderes religiosos da época (Mateus 5:31–32; Mateus 19:1–12 e Marcos 10:1–12), Jesus, buscando o fundamento contido no livro de Gênesis, dá a entender que o divórcio não pode ser reconhecido pela religião porque o homem não teria o poder de separar o que Deus uniu, ou seja, desfazer um casamento lícito.
| “ | «E Jesus, respondendo, disse-lhes: Pela dureza do vosso coração vou deixou ele (Moisés) escrito esse mandamento; porém, desde o princípio da criação, Deus os fez macho e fêmea. Por isso, deixará o homem a seu pai e a sua mãe e unir-se-á a sua mulher. E serão os dois numa só carne e, assim, já não serão dois, mas uma só carne. Portanto, o que Deus ajuntou, não o separe o homem.» (Marcos 10:5–9) | ” |

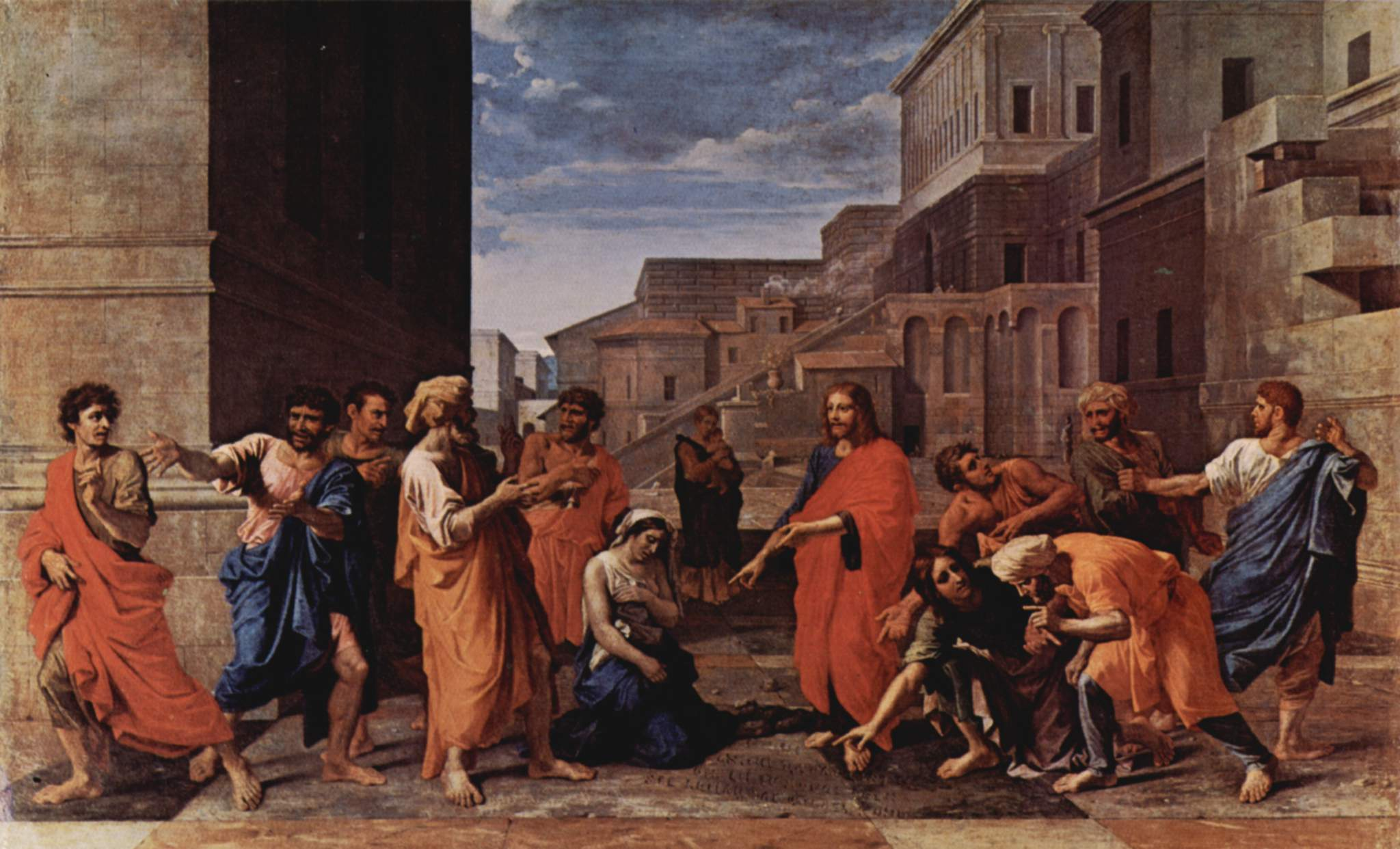
Cristo e a adúltera, por Nicolas Poussin, Museu do Louvre, 1653.

Em outra citação, Jesus define o marido como adúltero quando ele desfaz um casamento com uma esposa pura, ou seja, que não cometeu adultério colocando outra em seu lugar. Porque se a esposa está ligada pela lei ao marido enquanto ele viver (), o marido a abandonando por motivo que não seja infidelidade, a induz ao adultério já que ela certamente procurará outro homem e assim cometerá o adultério de fato, o novo marido será o adúltero, ou seja, o cúmplice da violação de uma mulher já casada e sem tal pecado. Jesus ensina em suas palavras que esse preceito da lei não poderia ser interpretada de forma liberal. Pois, desde aquela época, os homens estavam largando suas mulheres por qualquer motivo e as condenando ao pecado.
| “ | «Quando um homem tomar uma mulher e se casar com ela, então será que, se não achar graça em seus olhos, por nela encontrar coisa indecente, far-lhe-á uma carta de repúdio, e lha dará na sua mão, e a despedirá da sua casa.» (Deuteronômio 24:1–1) | ” |

Em contraste com ensinos de alguns dos fariseus que faziam uma interpretação mais liberal das instruções da lei de Moisés a respeito do que seria "coisa indecente" para largar abandonar uma esposa. Uma vez que o homem não pode desfazer o casamento conforme consta em Gênesis. Assim, Jesus interpretou o conceito do adultério: 
| “ | «Eu vos digo porém, que qualquer que repudiar sua mulher, a não ser por causa de infidelidade, e casar com outra, comete adultério; e o que casar com a repudiada também comete adultério.» (Mateus 19:9) | ” |

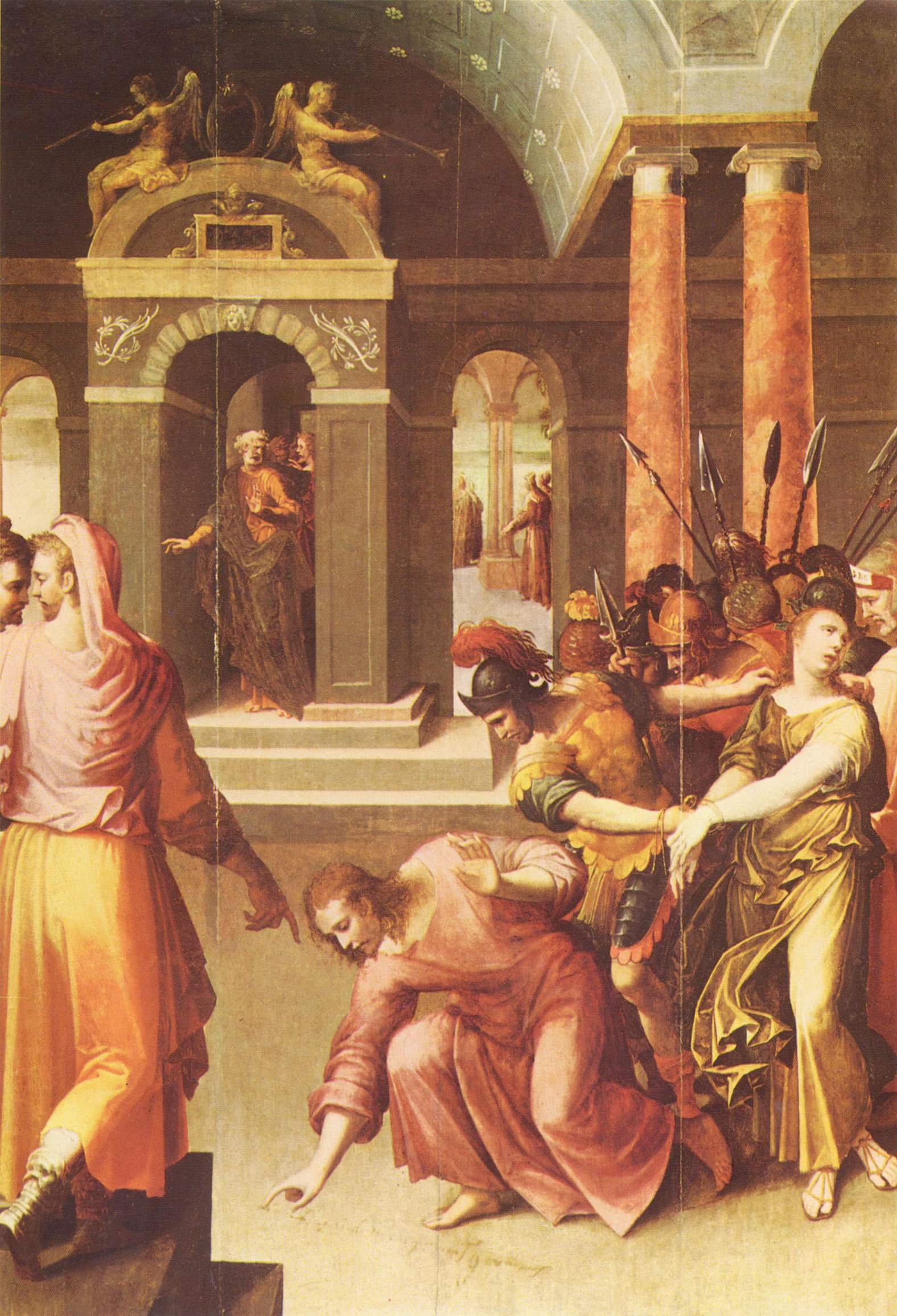
Cristo e a mulher adúltera, por Henri Lerambert

Assim, Jesus explica a reprovação da esposa separada de contrair novo casamento enquanto seu marido ainda estiver vivo, sendo que certas interpretações admitiriam a possibilidade de que o adultério se aplicaria a ambos os gêneros conforme os moldes do casamento moderno contrariando a cultura milenar hebraica desde seu início com Abraão e inclusive a mesma cultura de Jesus, onde o adultério é uma violação única e exclusivamente da mulher casada «adúltera» e de seu cúmplice «adúltero» buscando adaptar o antigo conceito oriental de adultério com o casamento moderno e também buscando legalizar o divórcio e o novo casamento. O próprio Jesus ensinava sobre a indissolubilidade do casamento. Uma vez que a mulher separada, ou seja, repudiada, não poderia contrair novo casamento, caracterizando o marido original dela como cúmplice de adultério, o colocando na mesma condição do cúmplice do ato «adúltero» com a finalidade de explicar o que foi ordenado em Gênesis sobre não separar o que Deus uniu, ou seja, desfazer a instituição divina do casamento conforme descrito em um dos relatos da criação em Gênesis:
| “ | «Então disse o homem: Esta é agora osso dos meus ossos, e carne da minha carne; ela será chamada varoa, porquanto do varão foi tomada. Portanto deixará o homem a seu pai e a sua mãe, e unir-se-á à sua mulher, e serão uma só carne.» (Gênesis 2:23–24) | ” |

Dentro de um outro contexto, os apóstolos também posicionaram-se contra o adultério. Verifica-se no livro de Atos dos Apóstolos que o Concílio de Jerusalém recomendou que os gentios convertidos ao cristianismo não abandonassem seus cônjuges e reforça o antigo conceito da lei de que a esposa está ligada ao marido pela lei, enquanto ele viver:
| “ | «Todavia, aos casados, mando, não eu, mas o Senhor, que a mulher não se aparte do marido. Se, porém, se apartar, que fique sem casar ou que se reconcilie com o marido; e que o marido não deixe a mulher (...) A mulher casada está ligada pela lei todo o tempo em que o seu marido vive; mas, se falecer o seu marido, fica livre para casar com quem quiser, contanto que seja no Senhor.» (I Coríntios 7:10–39) | ” |

Embora Jesus tivesse dirigido todas as pregações para o seu próprio povo, os israelitas, nunca condenando ou apoiando a poligamia; Seus ensinos vieram a ser aplicados pelo cristianismo, que por sua vez, se mostrou averso tanto em relação ao adultério quanto aos matrimônios com impedimento. uma das parábolas que foi umas das mais populares da idade média, parábola das dez virgens, é uma parábola bíblica que ensina e enaltece a prudência e vigilância usando o exemplo de um casamento, nesse caso, poligâmico, em Mateus 25:1-13.
Em outra ocasião, entretanto, quando alguns dentre os fariseus e escribas repletos de ódio e despeito acusaram a mulher adúltera exigindo seu apedrejamento, o mesmo Jesus ergueu-se e disse: "O que está puro entre vós atire a primeira pedra" (vide Perícopa da Adúltera). Não há na bíblia uma passagem se quer, onde um marido tenha sido acusado ou condenado de adultério por ter uma mulher a mais além de sua esposa, e sim o cúmplice da mulher adúltera. Também há inúmeras profecias que usam a figura sempre de uma mulher adúltera como analogia da fidelidade do povo de Israel com Deus, sendo a figura do seu Senhor que exige obediência, pureza.

No que diz respeito a poligamia, em certa ocasião, Paulo aconselha ao homem que intenta ser bispo, ter apenas uma esposa para que sobre tempo para o serviço da igreja:
| “ | «Convém, pois, que o bispo seja irrepreensível, marido de uma mulher, vigilante, sóbrio, honesto, hospitaleiro, apto para ensinar;» (1 Timóteo 3:2) | ” |

### No catolicismo
O catolicismo adota uma posição ampla quanto ao pecado de adultério. A Igreja Católica inibe o divórcio e divulga massivamente que as pessoas que se casaram religiosamente e, posteriormente, começaram um novo relacionamento após divórcio civil, estão aos olhos da Igreja Católica em estado de adultério, mesmo após celebrarem novo casamento civil, conforme.
Em 24 de outubro de 2015, o papa Francisco divulgou ao público uma decisão do Sínodo de bispos sobre a família que votou com ampla maioria um documento final com 94 parágrafos, que propõe, entre outras questões, "a integração" na Igreja dos divorciados que voltarem a se casar, após a análise de "caso a caso".
Sob a doutrina atual da Igreja, os divorciados não podem receber a comunhão, a menos que se abstenham de ter relações sexuais com seu novo parceiro, porque seu primeiro casamento ainda é válido aos olhos da Igreja e eles são vistos como vivendo em pecado do adultério.
A única maneira para que esses católicos possam casar novamente é se receberem a anulação — decisão de que seu primeiro casamento nunca existiu em primeiro lugar por falta de determinados pré-requisitos, como a maturidade psicológica ou livre arbítrio.
O documento abre as portas para exceções que serão analisadas individualmente.

## Adultério na arte
Vários artistas, poetas, compositores, escritores e cineastas dedicaram obras à questão moral e filosófica do adultério. Mozart aborda claramente as questões da infidelidade amorosa na sua ópera Così fan tutte (Assim fazem todas); já Almeida Garrett aborda latentemente a questão do adultério em Frei Luís de Sousa. Mais recentemente o poeta luso João Pimentel Ferreira abordou a questão do adultério em verso na obra "O Auto da Tentação". No filme com Demi Moore, Adultério de 1995, é feita uma clara referência a este tema.